# الپو، پوزانتی
الپو، پوزانتی (به لاتین: Alpu, Pozantı) یک منطقهٔ مسکونی در ترکیه است که در استان آدانا واقع شده‌است.